# 14225 Alisahamilton
A 14225 Alisahamilton (ideiglenes jelöléssel 1999 XZ49) a Naprendszer kisbolygóövében található aszteroida. A LINEAR projekt keretében fedezték fel 1999. december 7-én.